# Instytut Stosunków Międzynarodowych Uniwersytetu Mikołaja Kopernika
Instytut Stosunków Międzynarodowych Uniwersytetu Mikołaja Kopernika w Toruniu – jedna z siedmiu jednostek dydaktycznych wchodzących w skład Wydziału Nauk Historycznych UMK. Stosunki międzynarodowe są jednym z najmłodszych kierunków UMK. Zakład SM powstał na uniwersytecie w 1999 roku. Początkowo kierował nim prof. Sławomir Kalembka. 1 kwietnia 2000 roku zakład został przekształcony w Katedrę, pod kierownictwem prof. Zbigniewa Karpusa i od tego momentu jest samodzielną jednostką organizacyjną. W 2006 roku, katedra została awansowana do rangi instytutu.
Siedziba Instytutu znajduje się przy ulicy Stefana Batorego 39L, jednak nieliczne zajęcia dla jego studentów odbywają się także w wielu innych budynkach UMK.
Obecnie w skład Instytutu wchodzi sześć zakładów naukowych:
- Zakład Prawa Międzynarodowego i Wspólnotowego (kierownik: prof. Janusz Symonides)
- Zakład Historii Współczesnej i Myśli Politycznej (kierownik: prof. Ryszard Michalski)
- Zakład Historii Dyplomacji i Doktryn Politycznych (kierownik: prof. Sławomir Kalembka)
- Zakład Europy Wschodniej (kierownik: prof. Zbigniew Karpus)
- Zakład Europy Zachodniej (kierownik: prof. Leszek Kuk)
- Zakład Bezpieczeństwa Międzynarodowego (kierownik: prof. Michał Klimecki)

Instytut Stosunków Międzynarodowych organizuje, przy współudziale innych jednostek Uniwersytetu Mikołaja Kopernika, studia na kierunku stosunki międzynarodowe. Są to:
- pięcioletnie magisterskie studia w systemie stacjonarnym (dziennym) /rok 2, 3, 4, 5/,
- pięcioletnie magisterskie studia w systemie zaocznym /rok 2, 3, 4, 5/,
- trzyletnie studia stacjonarne stopnia pierwszego /rok 1/,
- trzyletnie studia niestacjonarne stopnia pierwszego /rok 1/,
- dwuletnie studia stacjonarne stopnia drugiego /rok 1/,
- dwuletnie niestacjonarne stopnia drugiego /rok 1, 2/.

1 września 2009 ISM połączono z Instytutem Politologii (jednostka Wydziału Humanistycznego) i utworzono Wydział Politologii i Studiów Międzynarodowych.